# Perlele lui Baily

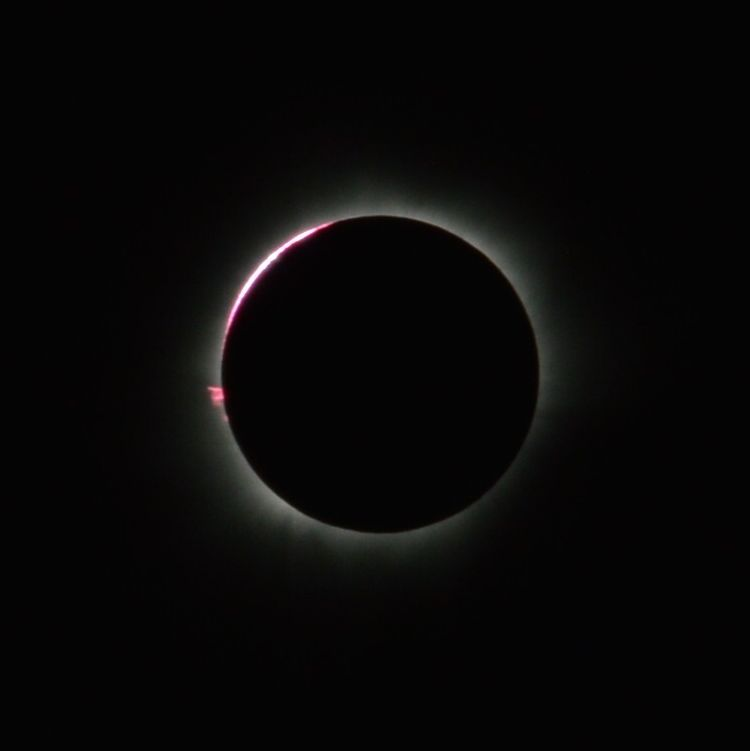
Perlele lui Baily

În astronomie, perlele lui Baily, cunoscute și ca mărgelele lui Baily, ori ca boabele lui Baily, sunt un fenomen optic care poate fi observat în timpul unei eclipse totale de Soare. Acest fenomen a fost descris, pentru prima oară, de astronomul englez Francis Baily, în 1836. 
Fenomenul este provocat de neregularitățile reliefului lunar. Puțin timp înainte sau după totalitate, lumina Soarelui strălucește prin văile dintre munții de pe Lună. Timp de câteva secunde, punctele luminoase apar pe limbul lunar, așa cum sunt înșirate perlele pe un colier. 

## Caz limită

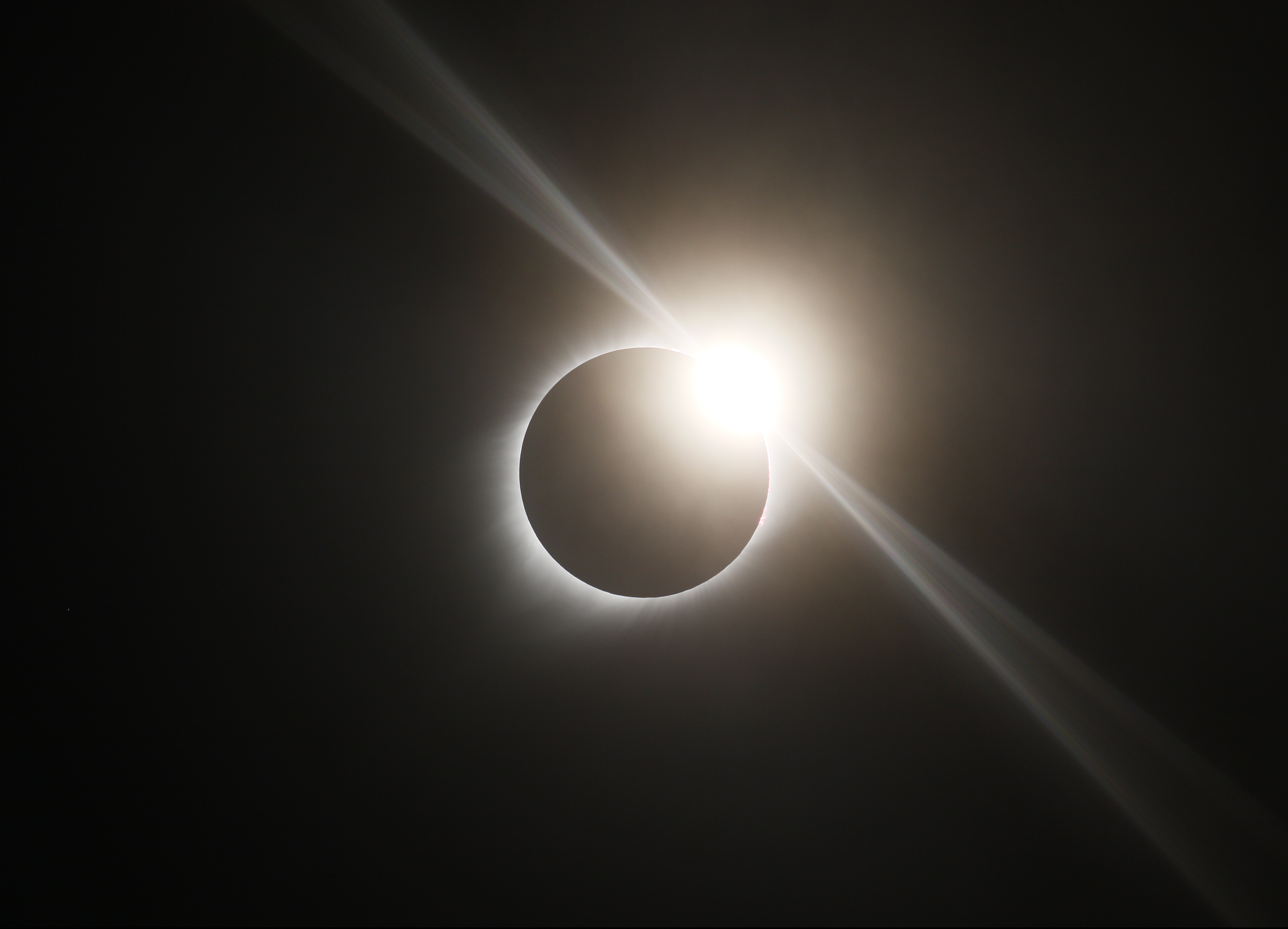
Inelul cu Diamant vizibil în timpul eclipsei totale din 21 august 2017, la Ravenna, Nebraska (SUA).
(Liniile de difracție emanate de diamantul solar sunt un artefact al aparatului optic (telescop), nu un fenomen astronomic. Lunetele astronomice nu produc astfel de artefacte.)

Diamantul sau Inelul cu Diamant, care poate fi observat chiar înaintea dispariției discului solar, sau imediat după reapariția acestuia, este un caz particular al fenomenului denumit perlele lui Baily, când nu rămâne decât un singur punct foarte strălucitor.

## Istorie
Deși se spune că Baily a descoperit cauza fenomenului care îi poartă numele, Sir Edmond Halley a făcut primele observații înregistrate asupra a ceea ce au fost denumite, mai târziu,  perlele lui Baily, în timpul eclipsei de Soare din 3 mai 1715. Halley a descris și a stabilit în mod corect cauza fenomenului, în Observations of the late Total Eclipse of the Sun [...], din Philosophical Transactions of the Royal Society:
„About two Minutes before the Total Immersion, the remaining part of the Sun was reduced to a very fine Horn, whose Extremeties seemed to lose their Acuteness, and to become round like Stars ... which Appearance could proceed from no other Cause but the Inequalities of the Moon's Surface, there being some elevated parts thereof near the Moon's Southern Pole, by whose Interposition part of that exceedingly fine Filament of Light was intercepted.”